# Scuola Positiva (rivista)
Scuola Positiva (La scuola positiva nella giurisprudenza penale) fu una rivista fondata nel 1891 dal criminologo Enrico Ferri insieme a Cesare Lombroso, Raffaele Garofalo e Giulio Fioretti. 

## Storia
La rivista era nata a seguito di un lungo e accanito dibattito, che era attivo in Italia nell'ultimo scorcio del XIX secolo, fra la scuola classica e la scuola positiva negli indirizzi interpretativi del diritto penale. 
Nel 1874 era stata fondata dall'allora ventisettenne Luigi Lucchini la Rivista penale, che non a caso fu definita una definita una rivista-persona nel senso che era quasi totalmente scritta da lui ed era dominata da un pensiero unico di scuola classica. 
Così nel 1891 la rivista Scuola Positiva diviene un secondo riferimento nel dibattito sulla materia, aggiungendosi al primo tentativo di rompere il monopolio culturale di Lucchini, condotto da Eugenio Florian, più eclettico.
La rivista Scuola positiva era legata alla corrente della scuola positivista e, dal 1895, Enrico Ferri ne sarà l'unico direttore; la rivista negli anni Venti assorbirà quella di Florian. 
Dal 1947 il titolo varia in Rivista di criminologia e diritto criminale e l'editore diviene Giuffrè Editore.

## Vari nomi della testata
La rivista ha cambiato spesso il nome della testata il primo titolo, dal 1891 al 1895, è stato Scuola Positiva. La scuola positiva nella giurisprudenza civile e penale; dal 1895 al 1920 La scuola positiva nella dottrina e giurisprudenza penale; 1921 al 1943 il nome intero La scuola positiva: rivista di diritto e procedura penale; 1947-1956, La scuola positiva: rivista di criminologia e diritto criminale.

## Collaboratori
- Cesare Lombroso
- Raffaele Garofalo
- Giulio Fioretti
- Luigi Majno
- Eugelio Florian
- Adolfo Zerboglio
- Agostino Berenini
- Arrigo Bernau
- Gonario Pinna
- Sante De Sanctis
- Enrico Altavilla
- Bruno Cassinelli
- Francesco Gianniti